# Herpetoreas
Herpetoreas is een geslacht van slangen uit de familie toornslangachtigen en de onderfamilie waterslangen (Natricinae).

## Naam en indeling
De wetenschappelijke naam van de groep werd voor het eerst voorgesteld door Albert Günther in 1860. Er zijn vijf soorten, inclusief de pas in 2014 beschreven soort Herpetoreas burbrinki. 
De slangen werden eerder aan andere geslachten toegekend, zoals Tropidonotus, Natrix, Paranatrix en Hebius. Veel soorten werden tot 2014 aan het geslacht Amphiesma toegekend, waardoor veel bronnen naar de verouderde situatie verwijzen. 

## Verspreidingsgebied
De soorten komen voor in delen van Azië en leven in de landen Pakistan, India, Nepal, Myanmar, Bangladesh, Bhutan, China.

## Soorten
Het geslacht omvat de volgende soorten, met de auteur en het verspreidingsgebied.
| Naam                  | Auteur                                        | Verspreidingsgebied                                 |
| --------------------- | --------------------------------------------- | --------------------------------------------------- |
| Herpetoreas burbrinki | Guo, Zhu, Liu, Zhang, Li, Huang & Pyron, 2014 | China                                               |
| Herpetoreas pealii    | Sclater, 1891                                 | India                                               |
| Herpetoreas platyceps | Blyth, 1854                                   | India, Nepal, Bangladesh, Pakistan, Bhutan, China   |
| Herpetoreas sieboldii | Günther, 1860                                 | Pakistan, India, Nepal, Myanmar, Bangladesh, Bhutan |
| Herpetoreas xenura    | Wall, 1907                                    | India                                               |